# Hockey Club Lodi 1962
Questa voce raccoglie le informazioni riguardanti l'Hockey Club Lodi nelle competizioni ufficiali della stagione 1962.

## Maglie e sponsor
| 1ª divisa |

## Rosa
| N° | Naz.                      | Ruolo | Sportivo     |  |  |  |
| -- | ------------------------- | ----- | ------------ |  |  |  |
| ?  | Italia (bandiera)         | E     | Aldo Gelmini |  |  |  |
| ?  | Italia (bandiera)         | E     | Simonetti    |  |  |  |
| ?  | non conosciuta (bandiera) | E     | ?            |  |  |  |
| ?  | non conosciuta (bandiera) | E     | ?            |  |  |  |
| ?  | non conosciuta (bandiera) | P     | ?            |  |  |  |

- Allenatore: ?